# Svastra compta
Svastra compta är en biart som först beskrevs av Cresson 1878.  Svastra compta ingår i släktet Svastra och familjen långtungebin. Inga underarter finns listade i Catalogue of Life.